# Vijayapura, Bangalore Rural
Vijayapura är en ort i Indien.   Den ligger i distriktet Bangalore Rural och delstaten Karnataka, i den södra delen av landet, 1 700 km söder om huvudstaden New Delhi. Vijayapura ligger 892 meter över havet och antalet invånare är 31 558.
Terrängen runt Vijayapura är platt. Runt Vijayapura är det tätbefolkat, med 442 invånare per kvadratkilometer. Närmaste större samhälle är Chik Ballāpur, 17,5 km nordväst om Vijayapura. Trakten runt Vijayapura består till största delen av jordbruksmark.